# Distretto di Kariba
Il distretto di Kariba è uno dei 7 distretti che compongono la Provincia del Mashonaland Occidentale, in Zimbabwe. Ha una popolazione di 73.684 abitanti e una superficie di 8.215 Km². Prende il suo nome dal lago Kariba.

## Demografia
| Censimento (Anno) | Popolazione    |
| ----------------- | -------------- |
| 2002              | 58.794         |
| 2012              | 67.820 (1,4%)  |
| 2022              | 73.684 (+1,0%) |